# Mikanlampi
Mikanlampi är en sjö i kommunen Pudasjärvi i landskapet Norra Österbotten i Finland. Arean är 34 hektar och strandlinjen är 2,36 kilometer lång. Sjön  ingår i Ijo älvs huvudavrinningsområde.   Den ligger omkring 78 kilometer nordöst om Uleåborg och omkring 590 kilometer norr om Helsingfors. 